# Severobulgarska 1946
La Severobulgarska 1946 fu la 22ª edizione della massima serie del campionato bulgaro di calcio concluso con la vittoria del Levski Sofia, al suo quarto titolo.

## Formula
Come nella stagione precedente fu disputata una prima fase a livello regionale. I gironi furono ridotti a 12 e furono qualificate alla fase finale ad eliminazione diretta 16 squadre.
I primi turni furono giocati con partite di sola andata e a partire dalle semifinali con gare di andata e ritorno.

## Fase finale

### Ottavi di finale
| Squadra 1        | Risultato | Squadra 2                 |
| ---------------- | --------- | ------------------------- |
| Rodina Haskovo   | 1 - 4     | PFC Spartak Varna         |
| TV 45 Varna      | 5 - 0     | YuBS 45 Mihaylovgrad      |
| Levski Samokov   | 1 - 5 dts | Hadzhi Slavchev Pavlikeni |
| Benkovski Vidin  | 5 - 3     | PFC Botev Plovdiv         |
| LB 45 Burgas     | 2 - 1 dts | Kirkov-Yunak Lovech       |
| PFC Levski Sofia | 7 - 0     | Ilinden Petrich           |
| Slavia Plovdiv   | 0 - 1     | Slavia 45 Sofia           |
| Lokomotiv Ruse   | 0 - 4     | PFC Lokomotiv Sofia       |

### Quarti di finale
| Squadra 1       | Risultato | Squadra 2                 |
| --------------- | --------- | ------------------------- |
| LB 45 Burgas    | 0 - 2 dts | PFC Levski Sofia          |
| Benkovski Vidin | 2 - 1     | Hadzhi Slavchev Pavlikeni |
| TV 45 Varna     | 1 - 2     | PFC Lokomotiv Sofia       |
| Slavia 45 Sofia | 1 - 3     | PFC Spartak Varna         |

### Semifinali
| Squadra 1        | Totale | Squadra 2           | Andata | Ritorno |
| ---------------- | ------ | ------------------- | ------ | ------- |
| PFC Levski Sofia | 6 - 0  | PFC Spartak Varna   | 3 - 0  | 3 - 0   |
| Benkovski Vidin  | 2 - 4  | PFC Lokomotiv Sofia | 2 - 2  | 0 - 2   |

### Finale
La partita di andata venne disputata il 6 e quella di ritorno il 15 settembre 1946. Entrambe le gare vennero giocate a Sofia.
| Sofia 6 settembre 1946 | PFC Levski Sofia | 1 – 0 | PFC Lokomotiv Sofia |  |

| Sofia 15 settembre 1946 | PFC Lokomotiv Sofia | 0 – 1 | PFC Levski Sofia |  |

## Verdetti
- PFC Levski Sofia Campione di Bulgaria 1946